# Luigi Giuliano
Luigi Giuliano (Napoli, 3 novembre 1949) è un ex mafioso e collaboratore di giustizia italiano.
È stato un membro di spicco della Camorra nonché noto boss del quartiere Forcella di Napoli; veniva soprannominato Lovigino, 'O Re ed anche Boss dagli occhi di ghiaccio.

## Biografia
Fa parte della famiglia Giuliano di Forcella, il cui capostipite, Pio Vittorio Giuliano, padre dei fratelli Luigi, Salvatore, Carmine, Raffaele, Guglielmo, Erminia, Anna, Silvana e Nunzio Giuliano (dissociato), era un noto contrabbandiere. Luigi era il secondo di undici figli: sei maschi e cinque femmine.
Luigi Giuliano sostituì il padre Pio Vittorio (1927-2009) alla guida della famiglia verso la metà degli anni settanta. Lo chiamavano Lovigino, una storpiatura di "Luigi" e di "love", come lo chiamano gli americani nel dopoguerra, ancora stanziati tra la marina e i vicoli del Centro Storico. A 14 anni, il futuro capo, insieme a Giuseppe Misso (futuro capoclan della Sanità), rubò l'auto di uno statunitense. Poco prima, al padre Pio Vittorio era stata sequestrata una nave piena di sigarette di contrabbando. Ma nel furto di suo figlio, Pio Vittorio trovò il giusto conforto, in quanto nell'auto venne rinvenuto un ingente quantitativo di denaro, che il ragazzino donò al padre per compensare il danno subito dal sequestro. Negli anni settanta entrò in contatto con la Banda della Magliana e con Roberto Calvi, per conto del quale tenterà una rapina alla Banca Antonveneta di Padova (1975), fallita per l’intervento della Polizia, nella quale, per conto di Calvi, doveva recuperare dei documenti compromettenti. 
Nel frattempo Luigi dovette portare avanti gli "affari" di famiglia mentre il padre era detenuto, ma la sua abilità nel fare soldi con le sigarette non passò inosservata alla Guardia di Finanza che sequestrò interi carichi. Oltre alla Finanza dovette guardarsi dalla concorrenza di Michele Zaza, che faceva leva sull'affiliazione a Cosa nostra: nel 1979 il clan di Forcella gli manderà un segnale gambizzando un suo nipote. Nel 1978 fondò la Fratellanza Napoletana (la futura Nuova Famiglia), per contrastare la Nuova Camorra Organizzata di Raffaele Cutolo, che una sera di dicembre gli aveva mandato due picciotti di sgarro (Mario Savio detto Marittiello ‘o Bellillo e Raffaele Adorasi, detto ‘o Nonno), con un messaggio: «Don Raffaele ha detto che gli dovete la sua parte: vuole 500 milioni subito e 50 mila lire ogni cassa di sigarette che sbarca a Napoli. Vi conviene accettare, perché altrimenti non campate tranquilli». La Fratellanza Napoletana, nata in un basso napoletano, riuniva i Giuliano di Forcella, i Mallardo di Giugliano in Campania e Luigi Vollaro di Portici. 
Intanto Lovigino rafforzò la posizione del suo clan intrattenendo relazioni collusive con lo Stato, guadagnando una specie di extra territorialità per Forcella, dove monopolizzò, indisturbato dalle indagini, lotto e totonero (che rendevano 700 milioni alla settimana, fino anche a 6 miliardi al mese), estorsioni, pizzo, ma anche la contraffazione di abiti. Luigi Giuliano è sempre stata una figura ingombrante con una visione manageriale: grazie a lui il clan, appunto, fece il salto di qualità. Come spiegato dal PM Giuseppe Narducci, ha curato la sua immagine più di altri camorristi, dimostrando nelle situazioni difficili di avere un carisma particolare; non aveva né ville né auto di lusso, era un vero capo perché abitava in mezzo alla gente nel suo quartiere. 
Una volta uno dei due figli più piccoli della famiglia andò a scommettere. Era la prima volta che il ragazzo metteva piede in una bisca e non essendo abituato a certe regole si agitò troppo. Il proprietario lo cacciò in malo modo. Quando Giuliano seppe della cosa, mandò a chiamare il proprietario, e con un coltello da pane gli fece tagliare il dito indice con cui aveva mostrato la porta al ragazzo. 
Il 15 luglio 1982, un mese e mezzo dopo che era finito in carcere Pio Vittorio, Luigi venne arrestato da latitante per associazione a delinquere e concorso in omicidio; al momento dell'arresto, dopo aver tentato la fuga sui tetti, disse "non mi mandate a Poggioreale se no mi ammazzano", ed è quello che in effetti stava per accadere il 14 novembre dello stesso anno quando tentarono di ucciderlo nel carcere di Poggioreale, accoltellandolo durante l'ora d'aria. Il 15 aprile 1983 ottenne la libertà provvisoria per motivi di salute perché avrebbe sofferto di problemi cardiaci incompatibili con la detenzione. Che non fosse in splendida forma lo confermò il fatto che gli fu sospeso l'obbligo di residenza a Calice, in provincia di Savona, e gli fu annullato l'obbligo di firma dai Carabinieri. Gli fu concesso un mese di tempo per decidere dove farsi operare al cuore e così scelse una clinica vicino a Ravenna.
Benché fisicamente non al meglio, partecipò a una rissa con un gruppo di arabi in un ristorante di Bologna. Poco dopo si diede alla latitanza. Gli investigatori sospettavano che fosse tornato a Forcella e gli fecero terra bruciata attorno arrestando in poco tempo i fratelli Raffaele, Nunzio e Salvatore.
Tornò in carcere il 19 luglio 1985, essendo latitante dal 6 luglio, quando decine di volanti e un elicottero avevano circondato il quartier generale del clan, ma Giuliano, già all'apparire in via Duomo della prima auto della Polizia, era stato inghiottito da uno dei suoi tanti rifugi alternativi con 50 persone che si scagliarono contro i Poliziotti per impedire l'arresto. Il blocco di tutte le stradine che conducevano a Forcella costrinse Giuliano alla resa. Nel maggio del 1986 iniziò uno sciopero della fame che in una settimana lo portò a perdere 10 chili; la protesta scattò quando gli fu negato il trasferimento in una clinica di Firenze per un'operazione al cuore e anche il tentativo dei suoi legali di rivolgersi al Consiglio Superiore dei diritti dell'uomo si rivelò inutile. Sei mesi dopo ingoiò un tagliaunghie ma il tempestivo intervento dei medici scongiurò il peggio. Le sue condizioni però precipitarono vedi il mancamento in aula durante l'udienza del novembre 1987 riguardante l'omicidio di un agente di custodia per cui verrà assolto per insufficienza di prove (il PM chiedeva l'ergastolo) con successivi festeggiamenti con fuochi d'artificio a Forcella. A dicembre il figlio di Nunzio morì per una overdose di eroina e perciò l'uomo decise di dissociarsi e di cambiare vita mettendo in difficoltà la famiglia.
Restò in carcere fino agli inizi del 1989, quando, caduta l’ultima accusa (per l’omicidio di un affiliato alla Nuova Famiglia passato con i cutoliani, di cui era accusato da un pentito), fu rimesso in libertà. Giusto in tempo per organizzare il ricevimento per il matrimonio della figlia Gemma, passato alla storia come uno dei più sfarzosi di Napoli, ma il matrimonio dovrà essere rimandato a data da destinarsi, perché la mattina del 3 marzo 1989 gli agenti bussarono alla porta. Erano lì per arrestare Luigi Giuliano, accusato di omicidio, assieme a Giuseppe Misso. Giuliano, da sempre ammalato di cuore, era allora agli arresti domiciliari per motivi di salute. Gemma Giuliano buttò via l'abito bianco e versò molte lacrime. La carcerazione di Giuliano durò un anno. Fu rimesso in libertà agli inizi del 1990 perché ritenuto estraneo a quel delitto. Passata la bufera, 'o Re di Forcella per prima cosa ha voluto che quel matrimonio si facesse. Nel 1990 si sposò la figlia Gemma, con Ciro Masi, 21 anni all'epoca, mentre lei ne aveva 18. 
Il 4 gennaio 1991 morì il suo luogotenente Antonio Capuano, ammazzato dal fratello Raffaele (in quanto sospettato di avere fatto delle avances a sua moglie Elvira Daniele); da allora Luigi Giuliano portò al collo la sua medaglietta. Nella primavera del 1993 Giuliano esordì nel mondo della poesia con Le ciliegie del dolore, una raccolta di versi venduto a 22.000 lire e impreziosita da un'introduzione del figlio di Salvatore Quasimodo. La notizia suscitò scalpore, ma alla presentazione alla libreria Feltrinelli di Napoli Giuliano non si presentò a causa di un provvedimento di soggiorno obbligato che gli imponeva di trovarsi entro sera a Palata, in provincia di Campobasso; il Tribunale delle Misure di prevenzione non concedette nessuna proroga ignorando la nota della casa editrice secondo la quale il boss era protagonista di "una catarsi umana e civile dopo aver vissuto ai margini della legalità". Giuliano fu anche autore di canzoni e si iscrisse alla SIAE e con l'aiuto del cognato Luigi Ponticelli, titolare di un'agenzia che gestiva diversi artisti, nelle feste di piazza molti neomelodici canteranno i suoi versi.
Nel gennaio del 1996, al termine di un’indagine della Squadra Mobile di Napoli, gli vennero sequestrati beni per 8 miliardi di lire. In quel periodo Giuliano era ricoverato per problemi cardiaci quando, per bocca anche della moglie e del suo avvocato e anche con una lettera aperte, dovette smentire le voci secondo le quali sarebbe stato intenzionato a collaborare con la giustizia sostenendo di aver rinnegato per sempre il suo passato di camorrista. Il 30 settembre dello stesso anno, la figlia di Luigi Giuliano e di sua moglie Carmela Marzano, Marianna, sposò il figlio primogenito di Vincenzo Mazzarella, Michele (classe 1978), lui appena maggiorenne, lei non ancora diciassettenne (all'epoca era incinta di sei mesi). L’unione pose fine allo scontro con i Mazzarella, imparentati con Michele Zaza, che durava da quindici anni, e consentì il controllo dei quartieri che vanno da Portici a San Giovanni a Teduccio. Luigi Giuliano fu il grande assente, si era reso latitante per riflettere, sul suggerimento del suo avvocato Anyo Arcella, di consegnarsi alla giustizia in modo da saldare i conti col passato. Il 20 novembre 'o Re si presentò in Questura accompagnato dal suo avvocato perché doveva scontare un residuo di pena di un anno e due mesi. I fratelli di Giuliano e qualche esponente della vecchia guardia sospettavano che l'avvocato stesse traghettando il boss verso la collaborazione con i magistrati e che ci fosse il suo zampino dietro alla progressiva presa di distanze dalla camorra. Così il 16 dicembre successivo, dopo aver cenato con la moglie di Giuliano insieme a un suo collaboratore di studio, Arcella, al volante della propria auto a due passi dal Museo Nazionale, venne affiancato da due motorini e crivellato di colpi. Pochi giorni dopo vennero arrestati i fratelli di Lovigino, Guglielmo 'o Stuort, e Raffaele che decisero di collaborare (Guglielmo però a un certo punto ritrattò) 
Il 17 settembre 2002 a sorpresa Giuliano annunciò di volersi pentire collegato in videoconferenza durante un'udienza al Tribunale di Napoli. Tra le prime rivelazioni, gli espedienti usati nelle sezioni speciali delle carceri per eludere il divieto di comunicare tra detenuti e portare messaggi all’esterno: cordicelle per calare bigliettini nelle celle, messaggi nascosti nei termosifoni (per esempio nel settore docce del carcere di Parma), la partecipazione dei detenuti alle videoconferenze nello stesso sito, una potente colla per chiudere le lettere (realizzata artigianalmente attraverso la manipolazione di un medicinale lassativo, impediva di aprirle senza distruggerle), segnali per comunicare con persone che si affacciavano dalle finestre di edifici di fronte al carcere. Inoltre Giuliano svelò il patto tra Cosa nostra, camorra e 'ndrangheta per disinnescare le restrizioni del 41bis grazie al sostegno di alcuni politici con l'obiettivo di controllare il Dipartimento dell'Amministrazione Penitenziaria e insediare proprie conoscenze nei tribunali di sorveglianza.
Giuliano ha raccontato segreti, storie vecchie di camorra e nuovi dettagli da cui hanno preso vita diversi filoni di indagine, alcuni dei quali ancora in corso. Ha raccontato di poliziotti e giudici corrotti, case d'asta truccate, tribunali compiacenti; ha fatto diverse dichiarazioni (che hanno coinvolto anche l'ex-amico Giuseppe Misso) sull'omicidio del banchiere Roberto Calvi, trovato impiccato sotto il Ponte dei Frati Neri sul Tamigi, a Londra.
Il 21 marzo 2005 suo fratello Nunzio venne ucciso in un agguato di chiara matrice camorristica mentre era in sella alla propria moto con la compagna; mandanti ed esecutori non sono mai stati individuati. Il 7 dicembre 2006 in un circolo ricreativo di Baiano due killer fecero irruzione uccidendo Giovanni Giuliano, uno dei figli di Luigi, mentre giocava alle slot machine; il ragazzo aveva rifiutato la protezione garantita ai familiari dei pentiti e, dopo un periodo trascorso altrove, era tornato a Forcella. Tuttavia l'allora Procuratore Nazionale Antimafia Pietro Grasso lasciò intendere che il movente non era da ricondurre al pentimento di Luigi. Nei primi mesi del 2007 finirono in manette Marianna ed Erminia Giuliano, figlia e sorella di Luigi nel corso di un'operazione che smantellò un'organizzazione che smerciava droga; doveva essere arrestato anche Ciro Giuliano, cugino del capoclan, ma fu ucciso pochi giorni prima.

### Figli
Da Carmela Marzano (a cui è legato sentimentalmente da quando lei aveva tredici anni) ha avuto 6 figli:
- Gemma (1972), sposata dal 1990 con Ciro Masi.
- Pio Vittorio, morto in tenera età all'ospedale Pausilipon, nella zona di Posillipo di Napoli.
- I gemelli Nunzio (5 gennaio 1975) e Giovanni (gennaio 1975 - 7 dicembre 2006).
- Marianna (Napoli, 4 ottobre 1979), sposata con Michele Mazzarella (Napoli, 14 luglio 1978), dal 30 settembre 1996.
- Salvatore (29 gennaio 1982), ultimogenito del boss.